# المس د اخدا
المس د اخدا (به اسپانیایی: Olmos de Ojeda) یک شهرستان در اسپانیا است که در استان پالنسیا واقع شده‌است.

## خصوصیات
المس د اخدا ۱۰۳ کیلومترمربع مساحت و ۲۹۶ نفر جمعیت دارد.